# POPS (馬渡松子のアルバム)
POPS（ポップス）は馬渡松子の5作目のアルバム。

## 内容
初のインディーズ作品及びミニ・アルバム。2005年には3曲を追加したフル・アルバム「POPS+」として再発した。

## 収録曲
1. CLEAN on the SMILE 〜分散〜（inst.）
2. 限りある日常
作詞：リーシャウロン・馬渡松子
3. P-U（time limit ver.）
作詞：リーシャウロン
4. 風のかたち
作詞：リーシャウロン・馬渡松子
5. SCIENCE OF LOVE
作詞：リーシャウロン・馬渡松子
6. Let's be human
作詞：リーシャウロン・馬渡松子
7. Human
作詞：リーシャウロン・馬渡松子
8. 子宮で愛してる★
作詞：リーシャウロン・馬渡松子
9. WHO★
作詞：リーシャウロン・馬渡松子
10. BEES WAX★
作詞：リーシャウロン

★…POPS+のみの収録曲